# Брачное поселение
Бра́чное поселе́ние (от лат. locus — место; также брачная локальность) — в этнологии — место поселения брачных пар. Имеет варианты:
- патрилокальность (от лат. pater — отец) — супруги живут там, где живёт или жил отец мужа;
- матрилокальность (от лат. mater — мать) — супруги живут в роде матери жены;
- билокальность (от лат. bi — два) — поочерёдное поселение как в группе мужа, так и в группе жены;
- авункулокальность (от лат. avunculus — дядя) — поселение у дяди (брата матери мужа) или в его группе;
- вирилокальность (от лат. vir — муж) — супруги селятся там, где раньше жил муж (при постоянном повторении этой традиции вирилокальность превращается в патрилокальность);
- уксорилокальность (от лат. uxor — жена) — супруги селятся там, где проживала жена (также при многократном повторении уксорилокальность превращается в матрилокальность);
- неолокальность (от др.-греч. neos — новый) — супруги селятся отдельно на новом месте;
- дислокальность (в лат. dis- — разделительный префикс) — супруги живут каждый в своем родовом поселении;
- амбилокальность (от лат. ambi — оба) — молодые по выбору, в зависимости от разных обстоятельств, селятся там, где до брака жил жених, либо там, где жила невеста.

Соответствующие прилагательные: патрилокальный, матрилокальный, билокальный, неолокальный и т. д.
Все типы брачного поселения приурочены к тому или иному типу общества. Более традиционные общества с древними устоями придерживаются патри- или матрилокальности, или других видов. Наиболее характерна для современного индустриального общества неолокальность.